# Raspo Elmshorn
Rasensport Elmshorn war eine Abteilung des Sportvereins FTSV aus Elmshorn im Kreis Pinneberg. Die erste Fußballmannschaft spielte sieben Jahre in der Oberliga Hamburg/Schleswig-Holstein.

## Geschichte
Im September 1890 gründeten unzufriedene Mitglieder des Elmshorner MTV 1860 den Arbeiterbildungsverein Elmshorn. Dessen Turnabteilung wurde im Jahre 1895 als Freie Turnerschaft Elmshorn eigenständig. Am 1. Juni 1920 gründete sich unter dem Namen VfR Elmshorn ein neuer Arbeitersportverein, der Fußball anbot. Da sich dieser Verein nicht eigenständig behaupten konnte, schloss er sich 1923 der Freien Turnerschaft an und wurde zu deren Abteilung Rasensport; es entstand die FTSV Elmshorn 1890. Da der Verein im Arbeitersport involviert war, wurde er mit der Machtübernahme der Nationalsozialisten im Jahre 1933 verboten. Erst am 3. Mai 1946 wurde die FTSV neu gegründet. Die Fußballer traten wieder unter dem Namen Rasensport Elmshorn oder (im Volksmund, nicht offiziell) Raspo an.
1953 gelang der Mannschaft der Aufstieg in die damals drittklassige Verbandsliga und zwei Jahre später schaffte sie den Aufstieg in die Amateurliga Hamburg. 3.000 Zuschauer sahen zum Saisonauftakt einen 3:1-Sieg über den Harburger TB, der den Elmshornern aber nicht zum Klassenerhalt reichte. Bis weit in die 1970er Jahre war Raspo eine Fahrstuhlmannschaft. Nach einem einjährigen Gastspiel in der Saison 1958/59 konnte sich die Mannschaft nach dem dritten Aufstieg im Jahre 1961 längerfristig im Hamburger Oberhaus etablieren. Nach dem Abstieg im Jahre 1964 mussten die Elmshorner 1970 in die Bezirksliga zurück, weil die damals dreigleisige Verbandsliga in eine zweigleisige Amateurliga umgewandelt wurde und es somit zu einem erhöhten Abstieg kam.
Im Jahre 1983 gelang die Rückkehr in die nunmehr fünftklassige Landesliga, dem drei Jahre später der Aufstieg in die Verbandsliga folgte. Von 1984 bis 1988 wurde die Mannschaft von Trainer Manfred Kirsch, in der Saison 1988/89 von Kuno Böge betreut. 1989 übernahm Eugen Igel das Traineramt und führte Raspo zwei Jahre später zur Vizemeisterschaft hinter dem VfL Hamburg 93. In der Aufstiegsrunde zur Oberliga Nord wurden die Elmshorner Zweiter hinter Kickers Emden und verpassten dadurch den Aufstieg. 1993 gewann Raspo den Hamburger Pokal durch einen 3:1-Sieg über KS Polonia Hamburg.
Zur Saison 1993/94 wurde die Mannschaft mit Rückkehrer Michael Fischer (vom FC St. Pauli), Thomas Gansauge sowie mit dem ehemaligen polnischen Nationalspieler Mirosław Okoński namhaft verstärkt. Im Januar 1994 nahmen die Elmshorner als einzige Amateurmannschaft am Hamburger Hallenturnier um den Ratsherrn-Cup teil (Bilanz: zwei Niederlagen, ein Unentschieden), nachdem sie sich als Sieger des Vorturniers die Teilnahmeberechtigung gesichert hatten. Im DFB-Pokal 1993/94 unterlag Raspo in der 2. Runde dem hessischen Vertreter Eintracht Haiger. In der Halle sicherte sich Raspo im Januar 1996 wieder die Teilnahme am Profiturnier Ratsherrn-Cup. Im Jahre 1996 wurden die Elmshorner Vizemeister hinter dem SC Condor Hamburg und setzten sich in der Aufstiegsrelegation zur Oberliga Hamburg/Schleswig-Holstein mit 0:1 und 3:0 gegen den TuS Felde durch. Als Zwölfter der Oberligasaison 1996/97 verpasste Raspo den Klassenerhalt nur, weil drei Regionalligisten in die Oberliga abstiegen.
Nach dem sofortigen Wiederaufstieg konnten sich die Elmshorner in der Oberliga etablieren. Im Jahre 2000 wurde Raspo Vizemeister hinter dem TuS Felde. Am Saisonende verabschiedete sich Trainer Igel. Sein Nachfolger wurde Ingo Kock. Kock wurde im November 2001 entlassen, Ralf Palapies betreute die Mannschaft anschließend rund einen Monat als Spielertrainer. Eugen Igel kehrte in der Winterpause 2001/02 zu Raspo zurück und führte die Mannschaft 2002 zum Klassenerhalt. Ein Jahr später verpasste Raspo als Drittletzter die Qualifikation zur eingleisigen Oberliga Nord. Die Spielzeit 2003/04 war von vereinsinternen Querelen überschattet, die mit der zum 1. Juli 2004 geplanten Fusion des FTSV mit dem Nachbarverein Fortuna Langelohe zusammenhingen. Im Dezember 2003 trat die langjährige sportliche Führung mit Trainer Igel, Manager Hans Jürgen Stammer (27-jährige Tätigkeit für den Verein mit Aufgaben als Manager und Vorstandsmitglied) und Ligaobmann Karl-Hermann „Kuddl“ Mumm zurück, da sie die Weiterführung ihrer Arbeit nach der Zusammenlegung der Vereine als nicht möglich ansah. Die mit dem Rücktritt der sportlichen Führung ebenfalls zunächst vermeldete sofortige Abmeldung aus dem Oberliga-Spielbetrieb konnte abgewendet werden, da sich 15 Spieler bereit erklärten, weiterhin für den Verein aufzulaufen. Neuer Trainer wurde Michael Schneider. Mit der vollzogenen Fusion zum FTSV Fortuna wurde aus den Fußballabteilungen beider Vereine der FC Elmshorn.

## Persönlichkeiten
| - Collin Benjamin - Hauke Brückner - Michael Fischer | - Thomas Gansauge - Willi Gerdau - Eugen Igel | - Mirosław Okoński - Martin Stahlberg |